# Ben Salomo

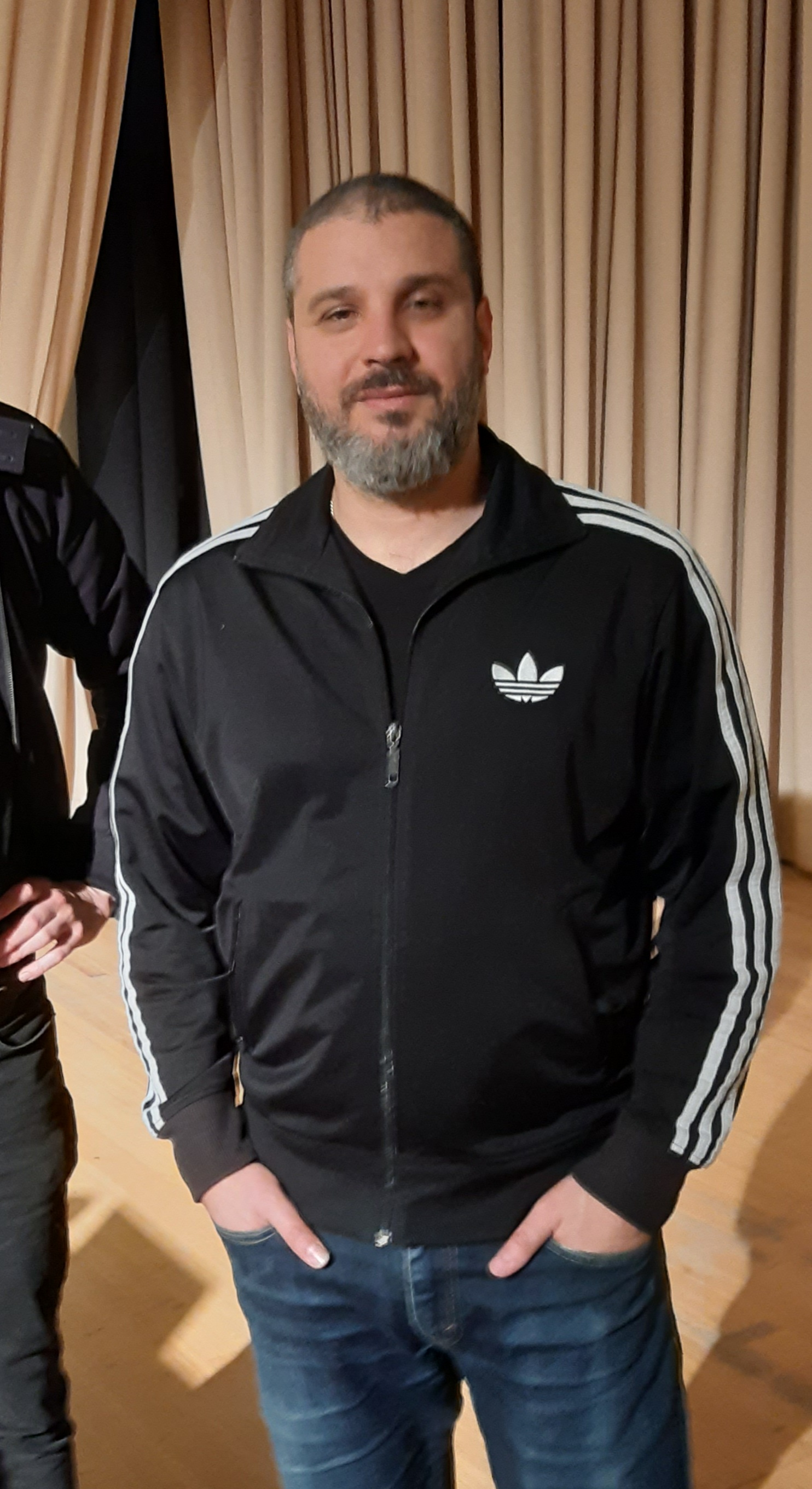
Ben Salomo (2022)

Ben Salomo (bürgerlich Jonathan Kalmanovich Ben Salomo; geboren als Jonathan Kalmanovich; * 1977 in Rechovot) ist ein israelischer deutschsprachiger Rapper, Singer-Songwriter und Webvideoproduzent.

## Leben
Kalmanovich wurde in der etwa 20 Kilometer südlich von Tel Aviv gelegenen israelischen Stadt Rechovot geboren. Die Familie seines Vaters stammt aus dem rumänischen Botoșani, seine Mutter aus dem ukrainischen Odessa. Als der Junge vier Jahre alt war, zog die Familie nach West-Berlin, wo die Eltern seiner Mutter bereits seit einigen Jahren lebten. Als er Teenager war, trennten sich die Eltern. Er blieb bei seiner allein erziehenden Mutter und wuchs mit seiner jüngeren Schwester in Berlin-Schöneberg auf.
Von türkischen oder arabischen Jugendlichen wurde er oft ausgegrenzt oder diskriminiert, sobald sie herausfanden, dass er Jude ist. Manchmal musste der Schüler sich eigenen Angaben zufolge auch mit Gewalt gegen Antisemitismus in seinem Kiez oder in der Schule zur Wehr setzen. Religion spielte im Alltag seiner Familie keine große Rolle, da sie ihr Judentum eher als ethnische Zugehörigkeit zum jüdischen Volk und zur jüdischen Geschichte verstand, allerdings feierte er als Junge seine Bar Mitzwa in der jüdisch-orthodoxen Synagoge an der Joachimsthaler Straße in Berlin. Bei der Bar Mitzwa erhielt er den hebräischen Zunamen Ben Salomo (Sohn des Salomo, nach seinem Vater), den er als Künstlernamen trägt.
Sein YouTube-Kanal RapAmMittwochTV hatte über 420.000 Abonnenten und bis zu zwei Millionen Views im Monat. Eine Rückkehr nach Israel schließt er nicht aus, besonders weil er die anwachsenden antisemitischen Tendenzen in Deutschland, seit 2014, mit großer Sorge betrachtet.
Im April 2018 kündigte Salomo seinen Protest-Rückzug aus der Hip-Hop-Szene an. Als Grund nannte er den „Antisemitismus innerhalb der Rap-Szene – oftmals mit dem Deckmantel des Antizionismus, des Hasses auf Israel“. Die Hip-Hop-Medien würden dies nicht kritisch hinterfragen. Außerdem würden in den Texten vieler Rapper antisemitische Verschwörungsmythen reproduziert sowie Islamismus, Terrorismus, Frauenverachtung, Homophobie und Kriminalität glorifiziert. Am 19. April 2018 kündigte Salomo auch das Ende von Rap am Mittwoch an. Im Februar 2019 erschien sein autobiographisches Buch Ben Salomo bedeutet Sohn des Friedens. Seit 2019 hält er in ganz Deutschland Vorträge an Schulen, um die junge Generation über das Rassismus- und Antisemitismusproblem in der deutschen Rapszene aufmerksam zu machen.
Ben Salomo lebt in Berlin-Schöneberg und ist Vater von zwei Kindern.

## Rap am Mittwoch

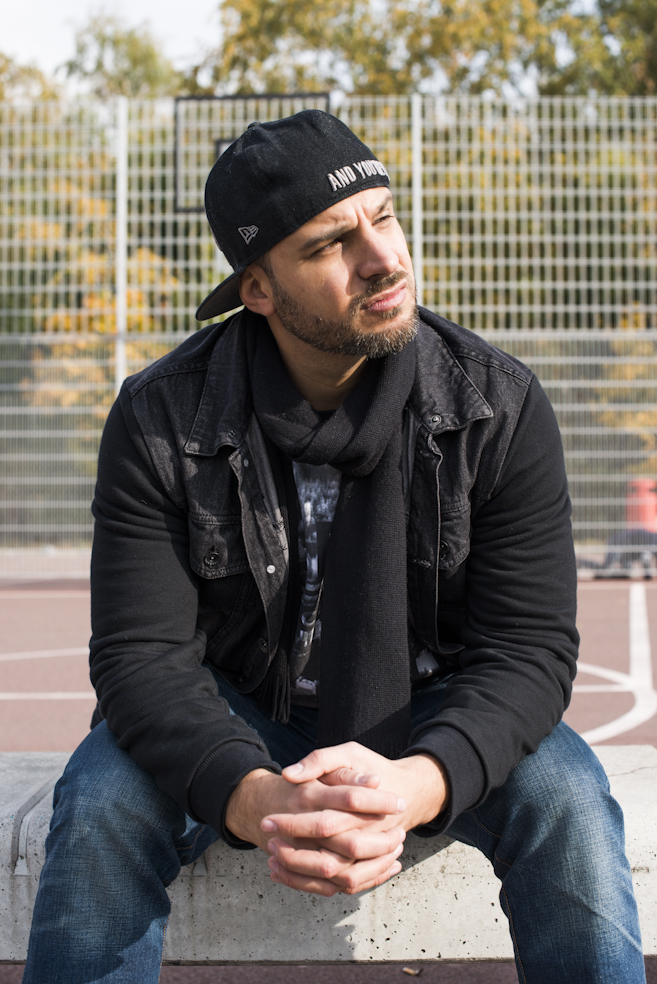
Ben Salomo (2015)

Die 2010 nach zehnjähriger Pause wieder aufgenommene Veranstaltung Rap am Mittwoch fand zweimal monatlich im Berliner Club BiNuu statt. Aktuell findet sie nur noch einmal im Monat statt, dafür aber deutschlandweit. Die Show wird von Ben Salomo produziert und moderiert. Die Veranstaltung hat durch prominente Teilnehmer und die regelmäßige Ausstrahlung über YouTube nationale Bekanntheit erlangt und ist zurzeit Deutschlands größte Live-Battle-Rapliga. „Battle-Rap ist verbaler Krieg – jedes Mittel ist recht, solange die Leute sich hinterher die Hand geben können“, sagte Ben Salomo in einem Interview. Rassistische oder antisemitische Äußerungen seien bei seinen Events aber nicht erwünscht, sie kommen aber dennoch vor, wenn Künstler gezielt provozieren wollen, was innerhalb und außerhalb der Battle-Rap-Szene immer wieder für Kontroversen sorgt. Im April 2018 gab Salomo das Ende der Veranstaltungsreihe bekannt. Er habe „eine große Menge an realem Antisemitismus, Rassismus, Homophobie und Frauenverachtung“ beobachtet und erfahren. Die Szene müsse nun überlegen wie dies mit „Hip-Hop-Werten wie Toleranz und Respekt“ vereinbar sei. Da er persönlich massiv bedroht worden sei, wolle er nicht an der Abschlussveranstaltung teilnehmen. Sein ehemaliger Mitarbeiter bei Rap am Mittwoch, Tierstar, warf Ben Salomo vor, Falschbehauptungen zu verbreiten und den Rapper B-Lash zu Unrecht des Antisemitismus bezichtigt zu haben.

## Musik
Ben Salomo begann Ende der 1990er Jahre unter dem Künstlernamen Joka mit ersten Rapproduktionen. Gemeinsam mit einem Freund gründete er die Crew FlowJoes und kam damit beim Label Artikulabor unter. Erste Veröffentlichungen folgten. In den kommenden Jahren bildete Salomo zusammen mit Asek und Floe Flex die Crew Illuminaten. Um 2001 folgte zusammen mit Asek die Gründung des eigenen Labels Tempeltainment, auf dem später zusammen mit Chefkoch (bürgerlicher Name: Paul Maaß), Damion Davis, Mike Fiction (bürgerlicher Name: Mike Adler), und Dj Pete die KaosLoge entstand. Verschiedene dort veröffentlichte Alben und Sampler folgten. 2006 löste sich die Gruppe um Salomo auf. Im November 2016 brachte er sein Debütalbum Es gibt nur Einen beim Label Baba City (Chapter One/Universal Music) heraus. Das Cover zeigt Ben Salomo, der vor einem Davidstern steht und sein Gesicht mit den Händen verbirgt, das A in seinem Künstlernamen wird durch den hebräischen Buchstaben Aleph (א) dargestellt. In einem Interview zum Cover erklärte er: „Der Deutschrap-Szene und der Allgemeinheit wollte ich mit diesem Foto einen Spiegel vorhalten, was es bedeutet, sich vor einem jüdischen Symbol zu zeigen. Leider sollte man das in Deutschland gesichtslos tun, da man ansonsten Probleme kriegt. Mit dem Cover erkläre ich genau das auf mehreren Ebenen. Man will, dass ich kein Gesicht zeige, wenn ich darüber spreche. Das Thema soll schön im Hintergrund bleiben und am besten gar nicht erwähnt werden.“
Salomo rappt auf Deutsch, gelegentlich aber auch auf Ivrit. Er sieht sich nach eigenen Angaben in einer Traditionslinie mit deutschen jüdischen Lyrikern, deren Bücher von den Nazis verbrannt und verboten wurden: „Da Rap die neueste und vor allem populärste Form der Lyrik darstellt, ist das für mich definitiv ein Statement, dass der Phoenix aus der Asche aufersteht und dass Nazi-Deutschland, Nazis, Adolf Hitler und alle, die seine Ideologien teilen, verloren haben.“
Ben Salomos Musik wird dem Conscious Rap, also dem politisch und persönlich reflektierten Genre des Hip-Hops, zugeordnet. In seinen Texten beschreibt er sein Leben als selbstbezeichneter „israelischer Kanacke“ oder „Jude von der Straße“ in Berlin und äußert sich zu religiös motivierten Differenzen: „Sie nennen ihn Gott, du nennst ihn Allah, wir sagen Adonai/… und so wie Gott der Hand mehr als nur einen Finger gab/gab er den Menschen mehr als nur einen Weg zu Gott“, heißt es im Titelsong seines Albums.
Für das Festjahr 1700 Jahre jüdisches Leben in Deutschland in den Jahren 2021 und 2022 lieferte Ben Salomo den Musiktitel Deduschka, der als offizieller Song des Jubiläums betrachtet werden kann.
Am 9. Oktober 2022 veröffentlichte Ben Salomo, aus Solidarität mit dem inhaftierten iranischen Sänger Shervin Hajipour und der iranischen Freiheitsbewegung, eine deutsche Coverversion der regimekritischen Protest-Hymne Baraye, mit dem Titel Ich träume. Die Version ging viral und wurde innerhalb von zwei Tagen über eine Million Mal auf Instagram aufgerufen.
Bei einer großen Kundgebung für die iranische Freiheitsbewegung, die am 22. Oktober 2022 in Berlin stattfand, wurde u. a. auch die Coverversion von Ben Salomo vor ca. 80.000 Teilnehmern vorgespielt.

## Rezeption
In der Jüdischen Allgemeinen besprach Mike Samuel Delberg das Album Es gibt nur Einen positiv: „Es gibt nur Einen ist Rap, losgelöst vom oberflächlichen Bling-Bling und den üblichen stumpfen Phrasen der von Proleten dominierten Szene. Das macht es zu einem eher untypischen Album – und zu einem besonderen Werk. Auf gut produzierten Beats versucht Ben Salomo, Juden in Deutschland aus der Seele zu sprechen und zum Mitdenken anzuregen. Schon jetzt ist das Album des jüdischen Rappers ein Novum in der deutschen Hip-Hop-Geschichte – und hoffentlich bald auch in den Charts.“

## Auszeichnungen
Für sein Engagement gegen Rassismus und Antisemitismus erhielt er 2018 das Robert-Goldmann-Stipendium der Stadt Reinheim. Es wird an Menschen verliehen, die sich der Wahrung der Menschenwürde unter Beachtung insbesondere auch des deutsch-jüdischen Verhältnisses beschäftigen. 2020 verlieh ihm eine Jury den erstmals vergebenen Internationalen Pforzheimer Friedenspreis. Er sei „vorbildhaft für Zivilcourage und Friedensarbeit“ stand in der Laudatio.

## Autobiografie
- Ben Salomo bedeutet Sohn des Friedens. Europa Verlag, München 2019, ISBN 978-3-95890-259-6.